# Đường Queen's Way (Hồng Kông)
Đường Queen's Way là một con đường chính, trải dài suốt phía Trung và Tây Hồng Kông, nằm trên đảo Hồng Kông, dài 750m. Phía đông đường là đường cao tốc nối với Đường Đông Nữ hoàng và Đường Hannessy, phía tây nối với Đường Nữ hoàng, và Đường Des Voeux. Các tuyến xe điện chạy dọc phố theo đường cao tốc. Đường là một phần của Đường Đông Nữ hoàng vào những năm 1950 và ngay lập tức được đổi tên thành đường Queen's Way vào năm 1968.

## Tên đường
Cái tên đường Queen's Way không phải là con đường duy nhất được đặt tên theo tiếng Anh, ngoài nó ra còn hàng chục con đường khác được phiên âm sang. 